# 宮本久雄
宮本 久雄（みやもと ひさお、1945年2月23日　- ）は、日本の神学者・哲学者。東京大学名誉教授。東京大学教養学部教授・上智大学教授を経て、東京純心大学教授。カトリック教会司祭ドミニコ会修道士。

## 略歴
新潟県生まれ。新潟県立長岡高等学校卒。1970年東京大学文学部哲学科卒、1972年東京大学大学院修士課程修了。カナダ・オンタリオ州立哲学神学大学で学び1980年神学修士。1981年仏立エルサレム聖書学研究所名誉学士。パリ第4大学及びパリ・カトリック神学院においてスタニスラス・ブルトンに学び、1982年東京大学教養学部助教授。1991年東京大学大学院総合文化研究科教授。2001年『他者の原トポス 存在と他者をめぐるヘブライ・教父・中世の思索から』により翌2002年博士（学術）（東京大学）の学位を取得。2007年東京大学名誉教授。
2007年から2015年まで上智大学神学部教授、上智大学大学院神学研究科教授。定年退官に伴う最終講義の演題は「エヒイェロギア」ヘブライ的脱在論。2015年東京純心大学看護学部教授・カトリック文化センター所長。2024年カトリック東京大司教区・聖ドミニコ.カトリック渋谷教会(聖ドミニコ修道会カナダ管区)の主任司祭に就任。
古代・中世のキリスト教思想を軸に、ギリシア的な存在論とは異なる「ハヤトロギア」ヘブライ的存在論と「エヒイェロギア」ヘブライ的脱在論に関して幅広い哲学研究を行うと同時に、アウシュヴィッツ以降の現代文明に関する警鐘及び活発な発言を続けている。2014年度第二十七回和辻哲郎文化賞学術部門に『出会いの他者性 プロメテウスの火 (暴力) から愛智の炎へ』が最終選考作として残る。2015年 Sacrae Theologiae Magister 日本人初の名誉称号授与。2021年『パウロの神秘論 他者との相生の地平をひらく』で2020年度第三十三回和辻哲郎文化賞受賞。

### 年表
- 1945年 2月23日 新潟県上越市に生まれる。
- 1970年 東京大学文学部哲学科卒
- 1972年 東京大学大学院人文科学研究科修士課程修了
- 1979年 カナダ・オンタリオ州立哲学神学大学[7]修士課程修了
- 1981年 仏立エルサレム聖書学研究所[8]学士課程修了
- 1982年  パリ大学第4大学(ソルボンヌ)、パリ・カトリック大学博士課程中退
- 1982年 東京大学教養学部助教授
- 1990年 東京大学教養学部教授
- 1991年  東京大学大学院総合文化研究科教授
- 1992-1993年 東北大学非常勤講師
- 1999-2001年 東京芸術大学美術学部非常勤講師
- 2002年 博士（学術）（東京大学）の学位取得
- 2007年 東京大学名誉教授
- 2007年 上智大学神学部教授・上智大学大学院神学研究科教授
- 2015年 Sacrae Theologiae Magister 日本人初の名誉称号授与
- 2015年 東京純心大学看護学部教授・カトリック文化センター所長
- 2024年 カトリック東京大司教区・聖ドミニコ.カトリック渋谷教会主任司祭

### 活動
- 1985-2008年 日本西洋古典学会会員
- 1990-2012年 聖心女子大学キリスト教文化研究所所員
- 2000-2005年 中世哲学会会長
- 2002-2007年 東京大学21世紀COE・共生のための国際哲学交流センター（UTCP）事業推進担当者
- 2005-2012年 教父研究会会長
- 2008-2013年 東方キリスト教学会会長

- 1983年-現在 中世哲学会会員
- 1983年-現在 日本聖書学研究所所員
- 1985年-現在 教父研究会会員
- 1985年-現在 東京大学哲学会会員
- 1988年-現在 学術雑誌『エイコーン-東方キリスト教研究-』創刊及び主宰
- 1996年-現在 日本哲学会会員
- 1998年-現在 日本カトリック神学会会員
- 2006年-現在 日本倫理学会会員
- 2009年-現在 上智大学共生学研究会創設及び学会誌『共生学』主宰
- 2013年-現在 上智大学キリスト教文化研究所所員
- 2015年-現在 上智大学ソフィア会「宮本久雄ゼミOBOG会」顧問

## 著書

### 単著
- 『教父と愛智 ロゴス（言）をめぐって』新世社 1989
- 『聖書と愛智 ケノーシス（無化）をめぐって』新世社 1991
- 『宗教言語の可能性 愛智の一風景・中世』勁草書房 1992
- 『「関わる」ということ 聖書の眼差し』新世社 1997
- 『福音書の言語宇宙 他者・イエス・全体主義』岩波書店 1999
- 『他者の原トポス 存在と他者をめぐるヘブライ・教父・中世の思索から』創文社 2000
- 『存在の季節 ハヤトロギア（ヘブライ的存在論）の誕生』知泉書館 2002
- 『愛の言語の誕生 ニュッサのグレゴリオスの『雅歌講話』を手がかりに』新世社 2004
- 『恨と十字架』新世社 2005
- 『「ヨブ記」物語の今日的問いかけ 苦難・神・他者の発見』新世社 2006
- 『いのちの記憶 受難と甦りの証言』新世社 2007
- 『他者の甦り アウシュヴィッツからのエクソダス』創文社（長崎純心レクチャーズ）2008
- 『身体を張って生きた愚かしいパウロ ー身体 (ソーマ) と他者ー』新世社 2009
- 『旅人の脱在論 自・他相生の思想と物語りの展開』創文社 2011
- 『ヘブライ的脱在論　アウシュヴィッツから他者との共生へ』東京大学出版会 2011
- 『他者の風来 ルーアッハ・プネウマ・気をめぐる思索』日本キリスト教団出版局 2012
- 『出会いの他者性 プロメテウスの火 (暴力) から愛智の炎へ』知泉書館 2014
- La Résurrection de l'autre: L'exode d'Auschwitz / ATF Press, France 2018
- 『隠れキリシタン─生月・五島から受難に息吹く祈りの円い─』教友社 2018
- 『パウロの神秘論 他者との相生の地平をひらく』東京大学出版会 2019
- 『隠れキリシタンの里・長崎県生月元触部落の「お移りの儀式」』22世紀アート 2021
- 『言語と証人 根源悪から人間変容の神秘、そしてエヒイェロギアの誕生へ』東京大学出版会 2022
- 『親和的感性に拠る知と相生 ー愛と醜悪の間にてー』知泉書館 2024

### 共編著
- 『聖書の言語を超えて ソクラテス・イエス・グノーシス』山本巍,大貫隆,共著 東京大学出版会 1997
- 『「語りえぬもの」からの問いかけ 東大駒場 <哲学・宗教・芸術> 連続講義』岡部雄三,共編 講談社 2002
- 『岩波キリスト教辞典』大貫隆,名取四郎,百瀬文晃,共編 岩波書店 2002
- 『一神教文明からの問いかけ 東大駒場連続講義』大貫隆,共編 講談社 2003
- 『公共哲学(15) 文化と芸能から考える公共性』金泰昌,共編 東京大学出版会 2004
- 『公共哲学の古典と将来』（公共哲学叢書）山脇直司,共編 東京大学出版会 2005
- 『受難の意味 アブラハム・イエス・パウロ』大貫隆,山本巍,共編著 東京大学出版会 2006
- 『他者との出会い』（シリーズ物語り論 1）金泰昌,共編 東京大学出版会 2007
- 『原初のことば』（シリーズ物語り論 2）金泰昌,共編 東京大学出版会 2007
- 『彼方からの声』（シリーズ物語り論 3）金泰昌,共編 東京大学出版会 2007
- 『大学の智と共育 カトリック大学の未来を探る』山岡三治,山内宏太朗,村上陽一郎,渡辺文夫,共編 教友社 2011
- 『危機と霊性 2010年上智大学神学部夏期神学講習会講演集』武田なほみ,共編著 日本キリスト教団出版局 2011
- 『あなたの隣人はだれか 現代における共生の行方 2011年上智大学神学部夏期神学講習会講演集』武田なほみ,共編著 日本キリスト教団出版局 2012
- 『宗教的共生の思想』編 教友社 上智大学神学部教科書シリーズ 2012
- 『宗教的共生の展開』編 教友社 上智大学神学部教科書シリーズ 2013
- 『女と男のドラマ 現代における愛の源泉』武田なほみ,共編著 日本キリスト教団出版局 上智大学神学部夏期神学講習会講演集 2013
- 『宗教的共生と科学』編 教友社 上智大学神学部教科書シリーズ 2014
- 『信とは何か 現代における〈いのち〉の泉』武田なほみ,共編著 日本キリスト教団出版局 上智大学神学部夏期神学講習会講演集 2014
- 『ハヤトロギアとエヒイェロギア 「アウシュヴィッツ」「FUKUSHIMA」以後の思想の可能性』編著 教友社 2015
- 『希望に照らされて 深き淵より』武田なほみ,共編著 日本キリスト教団出版局 上智大学神学部夏期神学講習会講演集 2015
- 『愛と相生─エロース・アガペー・アモル─』（シリーズ 教父と相生①）編著 教友社 2018
- 『東大エグゼクティブ・マネジメント 世界の語り方２ 言語と倫理』東大EMP,中島隆博編 東京大学出版会 2018
- 『CONTRIBUTION OF WOMEN TO CON-VIVIALITY─In/Ad Spiration to Convivials─』（シリーズ 教父と相生② 欧文論集）編著 教友社 2019
- 『光とカタチ─中世における美と知恵の相生─』（シリーズ 教父と相生③）編著 教友社 2020
- 『押田成人著作選集１ 深みとのめぐりあい 高森草庵の誕生』石井智恵美,共編 日本キリスト教団出版局 2020
- 『押田成人著作選集２ 世界の神秘伝承との交わり 九月会議』石井智恵美,共編 日本キリスト教団出版局 2020
- 『押田成人著作選集３ いのちの流れのひびきあい 地下流の霊性』石井智恵美,共編 日本キリスト教団出版局 2020
- 『古代キリスト教の女性─その霊的伝承と多様性─』編著 教友社 2022
- 『押田成人 遊行の巡礼者』石井智恵美,共編 日本キリスト教団出版局 2024

### 翻訳
- V.ロースキィ『キリスト教東方の神秘思想』勁草書房 1986
- E.スヒレベーク『イエス 一人の生ける者の物語 第2巻』筒井賢治共訳 新世社 1994、全3巻
- オリヴィエ・クレマン、ジャック・セール『イエスの祈り』大森正樹共訳 東方キリスト教叢書・新世社 1995
- 『フィロカリア 東方キリスト教霊性の精華 第1巻』桑原直己共訳 新世社 2007
- 『フィロカリア 東方キリスト教霊性の精華 第8巻』高橋雅人・北垣創・大森正樹共訳 新世社 2012
- 『フィロカリア 東方キリスト教霊性の精華 第2巻』高橋英海・中西恭子・高橋雅人・袴田玲共訳 新世社 2013
- ローベルト・シュペーマン『幸福と仁愛 生の自己実現と他者の地平』山脇直司共監訳 東京大学出版会 2015

## 論文
- Cinii